# جاك ماثر
جاك ماثر (بالإنجليزية: Jack Mather)‏ هو ممثل أمريكي، ولد في 7 سبتمبر 1907 بإلينوي في الولايات المتحدة، وتوفي في 16 أغسطس 1966.

## وصلات خارجية
- جاك ماثر على موقع IMDb (الإنجليزية)